# جوان بيرغر-سويني
جوان إي. بيرغر- سويني، عالمة أعصاب أمريكية والرئيس الثاني والعشرين لكلية الثالوث، في هارتفورد في كونيتيكت.

## النشأة والتعليم
التقى والدا بيرغر- سويني في كلية كلارك، حيث حصل والدها على شهادة في القانون من جامعة هوارد بعد أن حصد المركز الثاني على دفعته؛ أما والدتها، فكانت المديرة التنفيذية لمجلس الكشافة للفتيات في لوس أنجلوس، وكانت أول امرأة أمريكية من أصل أفريقي تقود مجلس الكشافة للفتيات في المدن الكبرى.
ولدت بيرغر- سويني في لوس أنجلوس، وترددت على كنيسة هولمان الميثودية المتحدة. في وقت لاحق من حياتها وفي حفل تخرجها الأول في كلية الثالوث، طلبت سويني من زعيم الحقوق المدنية والقس السابق لكنيسة هولمان الميثودية المتحدة جيمس موريس لوسون الابن أن يلقي كلمة.
التحقت بيرغر- سويني بكلية ويليسلي، حيث حصلت على درجة البكالوريوس في علم النفس (علم الأعصاب). حصلت بعدها على درجة الماجستير في الصحة العامة من جامعة كاليفورنيا (بركلي)؛ وأكملت سويني عملها من أجل الحصول على شهادة الدكتوراه في علم السموم العصبية مع زميلها جوزيف تي كويل من كلية جونز هوبكنز بلومبرج للصحة العامة.
عملت بيرغر- سويني على إثبات فعالية الغالانتامين (الاسم التجاري للرازادين)، وبالفعل أثبتت أن هذا الدواء يعكس العجز في الذاكرة عند الفئران. كان عملها أساس التجارب السريرية التي قامت بها شركة يانسن للأدوية، وبلغ عملها ذروته عندما وافقت إدارة الغذاء والدواء في الولايات المتحدة الأمريكية على الدواء. يعتبر اليوم دواء الغالانتامين ثاني أكثر أدوية مرض ألزهايمر استخداماً في العالم.
حصلت بيرغر- سويني على درجة الدكتوراه في عام 1989؛ وأكملت تدريبها بعد الدكتوراه في المعهد الوطني للصحة (إنسيرم) في باريس في فرنسا.

## المسيرة المهنية
عادت بيرغر- سويني إلى ويلسلي في عام 1991من أجل العمل في التدريس ومن أجل القيام بالأبحاث. كانت أول امرأة أمريكية من أصل أفريقي تعمل أستاذة في ويلسلي، لقبت بـ«ألين لوميس راسل» في علم الأعصاب. خلال فترة عملها في ويلسلي، عملت مديرة لبرنامج علم الأعصاب وعميدة مشاركة للكلية.
في عام 2010، أصبحت بيرغر- سويني عميدة كلية الآداب والعلوم في جامعة تافتس، حيث عملت في هذا المنصب حتى عام 2014، عززت خلال فترة عملها برامج الكلية وبرامج التخصصات، وساهمت في إنشاء مركز العرق والديمقراطية في تافتس، والذي يدرس تأثير العرق على حياة الأفراد. وقد قادت إنشاء برنامج الجسر للنجاح في الفنون المتحررة في جامعة تافتس، والذي يدعم طلاب الجامعات من المدارس الثانوية التي لا تقدم خدمات كافية.
في 26 أكتوبر من عام 2014، أصبحت بيرغر- سويني أول امرأة وأول أمريكية من أصل أفريقي ترأس كلية ترينيتي في كونيتيكت. في عام 2018، جددت الكلية عقدها مع سويني حتى عام 2024. أشرفت بيرغر- سويني على العديد من المبادرات المهمة في كلية ترينيتي، بما في ذلك خطة إستراتيجية جديدة ستسير الكلية عليها حتى عام 2023 وبرنامج توجيه جديد للطلاب المستجدين (شبكة بانتام) ومبادرة الحرم الجامعي الجديد لتعزيز الاحترام والاندماج، بالإضافة إلى التوسع في وسط مدينة هارتفورد.

## قضايا مثيرة للجدل
شاركت بيرغر- سويني خلال فترة عملها في كلية ترينيتي بالعديد من الجدالات والقضايا المثيرة للجدل لدرجة أنها أثارت اهتمام الصحافة الوطنية.

### جون إريك ويليامز
كتب أستاذ علم الاجتماع جوني إريك ويليامز في أبريل من عام 2019 تغريدة على تويتر مفادها أن «البياض هو الإرهاب»، ما أثار انتقادات عدد من الخريجين وغيرهم[12][13]. أصدرت بيرغر- سويني تصريحات تؤكد دعم كلية ترينيتي لـ«الحرية الأكاديمية وحرية التعبير عن الرأي والاستفسار».[12][14]
فصل الأستاذ نفسه بعد استعماله لهاشتاغ «دعهم يموتون» (#LetThemFuckingDie) مع استعمال ألفاظ نابية في الهاشتاغ، في منشور له على موقع فيسبوك. جادل الإعلام المحافظ أن المنشور كان رداً على حادثة إطلاق النار أثناء التدرب على مباراة البيسبول الخاصة بالكونغرس الأمريكي، حيث أُطلق النار على ستيف سكاليز. ولكن صرح ويليامز أن المنشورات لم تكن دعوة للعنف ضد البيض.
أغلقت بيرغر- سويني حرم الجامعة وبدأت بالتحقيق في قضية ويليامز ردًا على التهديدات التي تلقاها ويليامز بعد حادثة إطلاق النار التي وقعت في عام 2017. قبل إغلاق الحرم الجامعي، كتبت بيرغر- سويني رسالة إلكترونية جاء فيها أن الدعوة إلى عدم الاكتراث بحياة المتعصبين عندما تكون حياتهم مهددة، أمر يستحق التوبيخ وإن أي اقتراح مشابه لهو أمر بغيض.
على الرغم من فصل ويليامز، تمت تبرئته في نهاية المطاف، وخلص التحقيق في القضية إلى أن وسائل الإعلام أساءت فهم الغرض من منشوراته.

### نادي تشرشل
واجه بعض الطلاب بيرغر- سويني في منتصف أحد الأحداث النهارية في يوم 2 مايو من عام 2019، وذلك بسبب موافقة بيرغر- سويني على إنشاء نادي تشرشل، وهو منظمة طلابية محافظة، أسسها أستاذ العلوم السياسية في كلية ترينيتي غريغوري ب. سميث. يصف نادي تشرشل نفسه بأنه «مكرس من أجل الحفاظ على التقاليد الأخلاقية والفلسفية الغربية ونشرها وتوسيعها»؛ سمّى سميث كلًا من دور الثقافة الأمريكية الأفريقية والآسيوية الأمريكية واللاتينية والإسلامية واليهودية في الحرم الجامعي بـ«المعازل القبلية»، ما أثار الكثير من الانتقادات.
سلّم أكثر من 20 طالباً بيغر- سويني لائحة مطالب بما فيها أن تسحب موافقة إنشاء النادي وندّد بفكرة تفوق العرق الأبيض وطالب بتغيير عملية قبول النادي. وردّت بيرغر- سويني على الطلاب في بيان مكتوب جاء فيه التأكيد على التزام كلية ترينيتي بالحرية الأكاديمية، فكتبت بيغر- سويني: «لدينا التزام ثابت مع حرية التعبير والاستفسار والنقاش المفتوح والحوار، وتقييم جميع الأصوات».

### مناصب إدارية أخرى
تعمل بيرغر- سويني في منصب مديرة مستشفى هارتفورد، وشركة هارتفورد للرعاية الصحية؛ وتترأس لجنة التطوير المهني لجمعية العلوم العصبية، وهي أيضاً عضو في مجلس إدارة برامج أي إف إس متعددة الثقافات (AFS Intercultural Programs)؛ كما أنها أمينة ورئيسة لجنة الشؤون الأكاديمية التابعة لجامعة فرامنغهام الحكومية، وهي أيضاً عضو في مجلس أمناء مختبر كولد سبرينغ هاربور.

## الأبحاث
تلقت بيرغر- سويني منحاً من المعاهد الوطنية للصحة والمؤسسة الوطنية للعلوم، وكذلك من مؤسسات خاصة، بسبب عملها في التعلم والذاكرة المتعلقين بعلم الأعصاب مع ربطها باضطرابات النمو العصبي. ألّفت وشاركت في تأليف أكثر من 60 مقالة علمية.

## الجوائز والعضويات
تم تكريم بيرغر- سويني وتقديم العديد من الجوائز لها عن عملها في المجال العلمي، بما في ذلك:
- عضو في سيغما كاي (1922).[25]
- جائزة المحقق الشاب، مؤسسة العلوم الوطنية (1994).[26]
- عضو في تحالف دانا لمبادرات الدماغ.[27]
- جائزة الإرشاد طوال الحياة، جمعية علم الأعصاب (2006).[6]
- زميلة في الجمعية الأمريكية في تقدم العلوم (2012).[27][28]
- جائزة الخريج المميز، كلية جونز هوبكنز للصحة العامة (2015).[13]
- عضو في الأكاديمية الأمريكية للفنون والعلوم (2018).[15]

## الحياة الشخصية
تزوجت بيرغر- سويني من أورس إف. لبرغر، وهو عالم أعصاب وعالم حاسوب؛ ورزق الزوجان بطفلين.